# Brenda Fassie
Brenda Fassie, née le 3 novembre 1964 à Langa, Le Cap et morte le 9 mai 2004 à Johannesbourg, est une chanteuse de variétés sud-africaine d'ethnie xhosa.

## Biographie

### Enfance
Née en 1964  à Langa en Cape Town, une ville de l'Afrique du Sud et est la neuvième enfant de sa famille. Son père meurt lorsqu'elle a 2 ans  ,,.

### Carrière musicale et toxicomanie
Elle crée son premier  groupe  de chant The Tiny Tots dès 4ans et commence par  gagner un peu d'argent en chantant pour les touristes visitant le quartier , aidée par sa mère pianiste. Après son déménagement  en 1981 à 16 ans, à Soweto, elle rejoint le groupe Joy puis chante dans le groupe Brenda and The Big Dudes à partir de 1983 où elle sort l'album Weekend Special  . En 1985, elle donne naissance à  un fils prénommé Bongan dont le père est l'un des musiciens de Big Dudes . Elle est mariée de 1989 à 1991 à Nhlanhla Mbambo, hitmaker et homme d'affaires  où elle fait face à une poursuite avec son mari pour fraude ,. C'est vers cette époque qu'elle commence à consommer de la cocaïne, une addiction qui continue à affecter sa carrière ,.
En 1995, elle est découverte dans un hôtel à côté du corps de sa compagne Poppie Sihlahla, décédée d'overdose. Elle se reprend et sa carrière commence à décoller, avec notamment le succès de l'album Memeza. Elle est internée pour désintoxication à une trentaine de reprises au cours de sa vie.
Avec ses opinions tranchées et de fréquentes visites aux bidonvilles les plus pauvres de Johannesbourg, comme avec des chansons à propos de la vie dans ces townships, elle acquiert une grande notoriété. Chantant en anglais et en langue zouloue, elle est connue pour ses chansons Weekend Special, Too Late for Mama, Thola Amadlozi et surtout Vul'indlela. Elle a été surnommée par Time Magazine en 2001 « La Madonna / Madone des bidonvilles ».
D'abord adepte d'un son funky proche de celui typique de la fin des années 1980 et du début des années 1990 (Janet Jackson, Full Force, Prince...), elle obtient ses plus grands succès en s'imposant dans le style kwaito. Son album Memeza, porté par le succès de Vul'indlela, est la meilleure vente de 1998 en Afrique du Sud.
Elle se classe 17e dans la liste du top 100 des Sud-africains les plus populaires (voir liste des personnalités sud-africaines).Elle est surnommée : la Madonna des townships.

### Vie privée
Après son divorce avec  Nhlanhla Mbambo, elle se remarie en 2002 avec Sindi Khambule .

### Décès
Brenda Fassie meurt à l'âge de 39 ans le 9 mai 2004, d'une crise d'asthme à Johannesbourg. L'autopsie révèle que cette attaque est consécutive à une surdose de cocaïne.

## Discographie partielle
- 1983: Weekend special
- 1984: Let’s stick together
- 1985: No no no senor
- 1986: Brenda

- 1988: Umumtu ngumuntu ngabantu

- 1991: Bad Girl